# I Swear
"I Swear" là một bài hát của nghệ sĩ thu âm người Mỹ John Michael Montgomery nằm trong album phòng thu thứ hai của ông, Kickin' It Up (1994). Nó được phát hành vào ngày 13 tháng 3 năm 1993 như là đĩa đơn đầu tiên trích từ album bởi Atlantic Nashville. Đây là một bản ballad Đồng quê được viết lời bởi Gary Baker và Frank J. Myers, và được sản xuất bởi Scott Hendricks đã đứng đầu các bảng xếp hạng nhạc Đồng quê ở Canada và Hoa Kỳ, và đạt vị trí thứ 42 trên bảng xếp hạng Billboard Hot 100. Bài hát đã được hát lại bởi một số nghệ sĩ, trong đó nổi bật nhất là phiên bản của All-4-One đã trở thành một bản hit toàn cầu.

## Danh sách bài hát
Đĩa CD tại châu Âu và Anh quốc
1. "I Swear" – 4:23
2. "Line on Love" – 2:37
3. "Dream on Texas Ladies" – 3:08
4. "Friday at Five" – 2:41

## Xếp hạng
| Bảng xếp hạng (1994)                 | Vị trí cao nhất |
| ------------------------------------ | --------------- |
| Canada Country (RPM)                 | 1               |
| Hoa Kỳ Billboard Hot 100             | 42              |
| Hoa Kỳ Hot Country Songs (Billboard) | 1               |

| Bảng xếp hạng (1994)         | Vị trí |
| ---------------------------- | ------ |
| Canada Country Tracks (RPM)  | 8      |
| US Country Songs (Billboard) | 1      |

## Phiên bản của All-4-One
Sau vài tháng kể từ khi phiên bản gốc được phát hành, nhóm nhạc người Mỹ All-4-One đã thu âm lại "I Swear" cho album phòng đầu tay mang chính tên họ (1994). Nó được phát hành như là đĩa đơn thứ hai trích từ album vào ngày 28 tháng 4 năm 1994 bởi Blitzz Records lẫn Atlantic Records ở nhiều thị trường khác nhau. Ngoài ra, nó cũng xuất hiện trong album tuyển tập của nhóm, Greatest Hits (2004). Phiên bản hát lại của All-4-One được phối lại như là một bản pop kết hợp với R&B và soul, và được sản xuất bởi David Foster.
Sau khi phát hành, bản hát lại nhận được những phản ứng tích cực từ các nhà phê bình âm nhạc, trong đó họ đánh giá cao chất giọng của nhóm cũng như quá trình sản xuất của nó. Bài hát còn gặt hái nhiều giải thưởng và đề cử tại những lễ trao giải lớn, bao gồm chiến thắng một giải Grammy cho Trình diễn song ca hoặc nhóm nhạc giọng pop xuất sắc nhất tại lễ trao giải thường niên lần thứ 37, bên cạnh đề cử giải thưởng Âm nhạc Mỹ cho Đĩa đơn Soul/R&B được yêu thích nhất và giải thưởng âm nhạc Billboard cho Bài hát Hot 100 hàng đầu.
"I Swear" của All-4-One cũng đạt được những thành công vượt trội về mặt thương mại, đứng đầu các bảng xếp hạng ở Úc, Áo, Canada, Đan Mạch, Đức, Hà Lan, New Zealand, Thụy Điển và Thụy Sĩ, và lọt vào top 10 ở tất cả những quốc gia nó xuất hiện, bao gồm vuơn đến top 5 ở Bỉ, Pháp, Ireland, Na Uy và Vương quốc Anh. Tại Hoa Kỳ, nó đạt vị trí số một trên bảng xếp hạng Billboard Hot 100 trong mười một tuần liên tiếp, trở thành đĩa đơn quán quân duy nhất của nhóm và là đĩa đơn thứ hai liên tiếp của họ lọt vào top 10 tại đây.
Video ca nhạc cho "I Swear" được đạo diễn bởi Marcus Nispel, trong đó bao gồm những cảnh All-4-One theo đuổi một cô gái trên phố, xen kẽ hình ảnh nhóm trình diễn nó trên một sân thượng. Để quảng bá bài hát, họ đã trình diễn bài hát trên nhiều chương trình truyền hình và lễ trao giải lớn, bao gồm Top of the Pops và giải Grammy lần thứ 37, nơi họ kết hợp với nghệ sĩ bản gốc John Michael Montgomery. Năm 2010, cả hai nghệ sĩ cũng thu âm một phiên bản mới của bài hát cho album phòng thu thứ bảy của nhóm, Twenty+ (2015).

### Danh sách bài hát
Đĩa CD tại châu Âu và Anh quốc
1. "I Swear" (radio chỉnh sửa) – 3:43
2. "I Swear" (radio phối) – 4:18
3. "I Swear" (radio phối lại) – 4:18
4. "I Swear" (bản album) – 4:18

Đĩa 7" tại Anh quốc
1. "I Swear" (radio chỉnh sửa) – 3:43
2. "I Swear" (radio phối lại) – 4:18

### Xếp hạng
| Bảng xếp hạng (1994)                     | Vị trí cao nhất |
| ---------------------------------------- | --------------- |
| Úc (ARIA)                                | 4               |
| Áo (Ö3 Austria Top 40)                   | 1               |
| Bỉ (Ultratop 50 Flanders)                | 2               |
| Canada (RPM)                             | 1               |
| Canada Adult Contemporary (RPM)          | 1               |
| Đan Mạch (Tracklisten)                   | 1               |
| Châu Âu (Eurochart Hot 100 Singles)      | 1               |
| Phần Lan (Suomen virallinen lista)       | 6               |
| Pháp (SNEP)                              | 2               |
| Đức (Official German Charts)             | 1               |
| Ireland (IRMA)                           | 3               |
| Hà Lan (Dutch Top 40)                    | 1               |
| Hà Lan (Single Top 100)                  | 1               |
| New Zealand (Recorded Music NZ)          | 1               |
| Na Uy (VG-lista)                         | 2               |
| Thụy Điển (Sverigetopplistan)            | 1               |
| Thụy Sĩ (Schweizer Hitparade)            | 1               |
| Anh Quốc (OCC)                           | 2               |
| Hoa Kỳ Billboard Hot 100                 | 1               |
| Hoa Kỳ Adult Contemporary (Billboard)    | 3               |
| Hoa Kỳ Hot R&B/Hip-Hop Songs (Billboard) | 13              |
| Hoa Kỳ Pop Airplay (Billboard)           | 1               |

| Bảng xếp hạng (1994)                 | Vị trí |
| ------------------------------------ | ------ |
| Australia (ARIA)                     | 2      |
| Austria (Ö3 Austria Top 40)          | 5      |
| Belgium (Ultratop 50 Flanders)       | 9      |
| Canada (RPM)                         | 12     |
| Canada Adult Contemporary (RPM)      | 7      |
| Denmark (Tracklisten)                | 2      |
| Europe (European Hot 100 Singles)    | 7      |
| France (SNEP)                        | 15     |
| Germany (Official German Charts)     | 2      |
| Japan (Tokyo Hot 100)                | 27     |
| Netherlands (Dutch Top 40)           | 14     |
| Netherlands (Single Top 100)         | 11     |
| New Zealand (Recorded Music NZ)      | 2      |
| Norway Summer Period (VG-lista)      | 2      |
| Sweden (Sverigetopplistan)           | 9      |
| Switzerland (Schweizer Hitparade)    | 4      |
| UK Singles (Official Charts Company) | 5      |
| US Billboard Hot 100                 | 2      |
| US Adult Contemporary (Billboard)    | 25     |
| US Hot R&B/Hip-Hop Songs (Billboard) | 58     |

| Bảng xếp hạng (1990–99)              | Vị trí |
| ------------------------------------ | ------ |
| Belgium (Ultratop 50 Flanders)       | 65     |
| UK Singles (Official Charts Company) | 67     |
| US Billboard Hot 100                 | 9      |

| Bảng xếp hạng        | Vị trí |
| -------------------- | ------ |
| US Billboard Hot 100 | 93     |

### Chứng nhận
| Quốc gia                                                                           | Chứng nhận  | Số đơn vị/doanh số chứng nhận |
| ---------------------------------------------------------------------------------- | ----------- | ----------------------------- |
| Úc (ARIA)                                                                          | 2× Bạch kim | 140.000^                      |
| Áo (IFPI Áo)                                                                       | Bạch kim    | 50.000*                       |
| Đức (BVMI)                                                                         | Bạch kim    | 0^                            |
| Hà Lan (NVPI)                                                                      | Vàng        | 50.000^                       |
| New Zealand (RMNZ)                                                                 | Bạch kim    | 10.000*                       |
| Thụy Điển (GLF)                                                                    | Vàng        | 25.000^                       |
| Anh Quốc (BPI)                                                                     | Bạch kim    | 600.000^                      |
| Hoa Kỳ (RIAA)                                                                      | Bạch kim    | 1,500,000                     |
| * Chứng nhận dựa theo doanh số tiêu thụ. ^ Chứng nhận dựa theo doanh số nhập hàng. |             |                               |